# رومانو رودريغوس
رومانو رودريغوس (بالبرتغالية: Romano Rodrigues‏) (10 نوفمبر 1987 بتاكارا في البرازيل - ) هو لاعب كرة قدم برازيلي في مركز الظهير. لعب مع جمعية بورتوغيزا الرياضية ونادي أفاي لكرة القدم ونادي جوفنتودي ونادي جوينفيل ونادي سيارا وجمعية أرابيراكا الرياضية وCanoas Sport Club ‏ وClube Esportivo Bento Gonçalves ‏ ونادي فيرانوبوليس وسان ماركوس دي أريكا ‏.

## وصلات خارجية
- رومانو رودريغوس على موقع قاعدة بيانات كرة القدم.إي يو (الإنجليزية)
- رومانو رودريغوس على موقع Soccerway.com (الإنجليزية)
- رومانو رودريغوس على موقع AS.com (الإسبانية)